# Planeta giganților
Planeta giganților (cu titlul original Land of the Giants) este o serie științifico-fantastică TV realizată de către Irwin Allen între anii 1968-1970 și difuzată în România la începutul anilor '70.
Subiectul seriei este o transpunere moderna a Călătoriilor lui Gulliver: o navetă de pasageri cu traiectorie suborbitală traversează, în cursul unui zbor, o furtună spațială care o deviază de pe traiectorie și o proiectează pe o planetă necunoscută locuită de umanoizi cu o înălțime de douăsprezece ori mai mare decât cea a ființelor umane. Episoadele prezintă modul în care echipajul și pasagerii privesc această societate totalitară si eforturile lor de a nu fi capturați de către giganți.